# Boris Tomiak
Boris Tomiak (Essen, 11 settembre 1998) è un calciatore tedesco, difensore dell'Hannover 96.

## Carriera
Cresciuto calcisticamente nel settore giovanile del Rot-Weiss Essen, esordisce in prima squadra nel 2017 nei campionati regionali. Nel 2021 approda al Kaiserslautern, con cui al termine della stagione conquista la promozione in 2. Bundesliga. Nella stagione 2023-2024 contribuisce a raggiungere la finale di Coppa di Germania, persa per 1-0 contro il Bayer Leverkusen.